# Taraxacum atrox
Taraxacum atrox — вид квіткових рослин з родини айстрових (Asteraceae). Вид зростає в Європі: Німеччина, Польща, Чехія, Словаччина; це багаторічна рослина помірних біомів.